# 凱琳·約根森
凱琳·約根森（Karin Jørgensen，1940年—），婚前姓拉斯姆森（Rasmussen），是前丹麥女子羽球運動員。 
凱琳·約根森除了1961年至1972年間為丹麥國家隊效力28次外，她還獲得了9個丹麥國家冠軍和5個北歐錦標賽冠軍。然而，她最大的成就是與妹妹烏拉·拉斯姆森（婚後姓斯特蘭德）在全英羽球錦標賽的成功，兩人在1964年和1965年贏得了女子雙打冠軍。此外，兩人還一起獲得1962年、1963年與1966年的亞軍。